# Frikronede
De frikronede er en underklasse af planter, hvis blomster har det fællestræk, at kronbladene ikke er sammenvoksede til et rør. Engler betragtede i sin systematik de frikronede som en gruppe af tidligt opståede eller mere oprindelige i forhold til de såkaldt helkronede og de meget afvigende, kronløse. I dag har man – stort set – forladt den opdeling, fordi det viser sig, at disse kendetegn er opstået flere gange og uafhængigt af hinanden. De kan altså ikke bruges som ordningskriterier i taxonomien.

## Eksempler på frikronede planter
- Eng-Storkenæb (Geranium pratense)
- Klit-Rose (Rosa spinosissima)
- Småbladet Lind (Tilia cordata)
- Staude-Hør (Linum usitatissimum)
- Toårig Natlys (Oenothera biennis)

Se tokimbladet (Dicotyledoneae).